# The First Cut Is the Deepest
"The First Cut Is the Deepest" är en sång, som först utgavs som singel med P.P. Arnold i maj 1967. Den är skriven av Cat Stevens och återfinns på hans album New Masters 1967. Ett flertal artister har gjort covers på låten: Keith Hampshire (1973), Rod Stewart (1977) och Sheryl Crow (2003).
Papa Dee gjorde 1994 en cover på The First Cut Is the Deepest.